# Audax Rio de Janeiro Esporte Clube
Audax Rio de Janeiro Esporte Clube, mais conhecido como Audax Rio, é uma agremiação esportiva  fundada a 8 de maio de 2005, tendo se denominado Sendas Esporte Clube até o início de 2011. O antigo nome vinha da antiga rede de supermercados, que foi assumida pelo grupo Pão de Açúcar. Sua sede era na cidade de São João de Meriti, estado do Rio de Janeiro, até 2019, mudando para a cidade de Miguel Pereira em setembro de 2020. Em 2022 mudou-se para a cidade de Angra dos Reis. Porém, após se classificar para a Série D e para a Copa do Brasil de 2024, o clube se mudou novamente, pois na cidade de Angra não havia um estádio que cumprisse os requisitos mínimos para a disputa das competições nacionais. Agora, o Audax, que voltou a se chamar Audax Rio, manda seus jogos na cidade de Saquarema. No dia 22 de setembro de 2013 o clube foi comprado pelo banco Bradesco, juntamente com o Grêmio Osasco Audax.

## História

### Sendas Esporte Clube

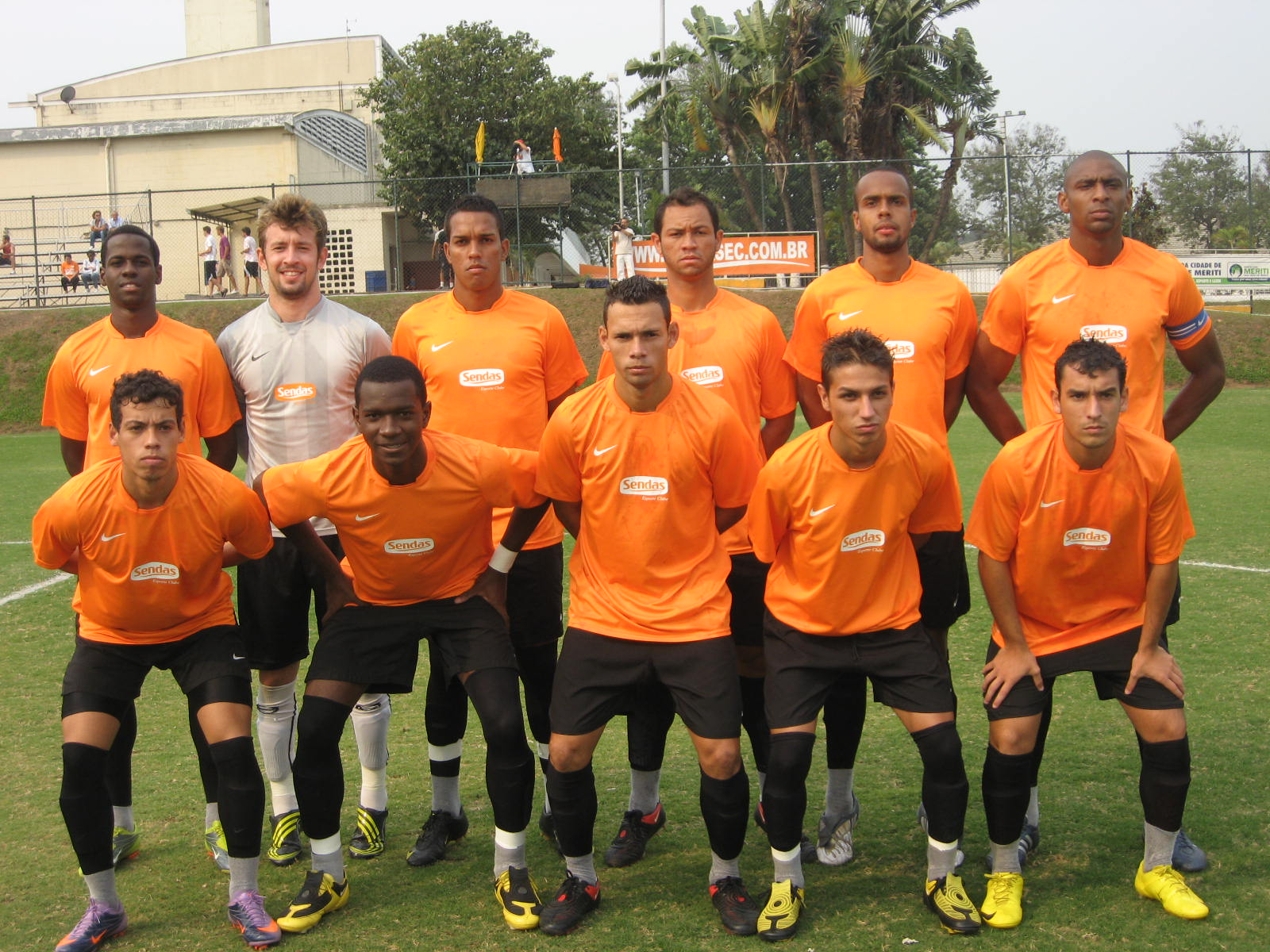
Equipe profissional, ainda como Sendas, em 2010.

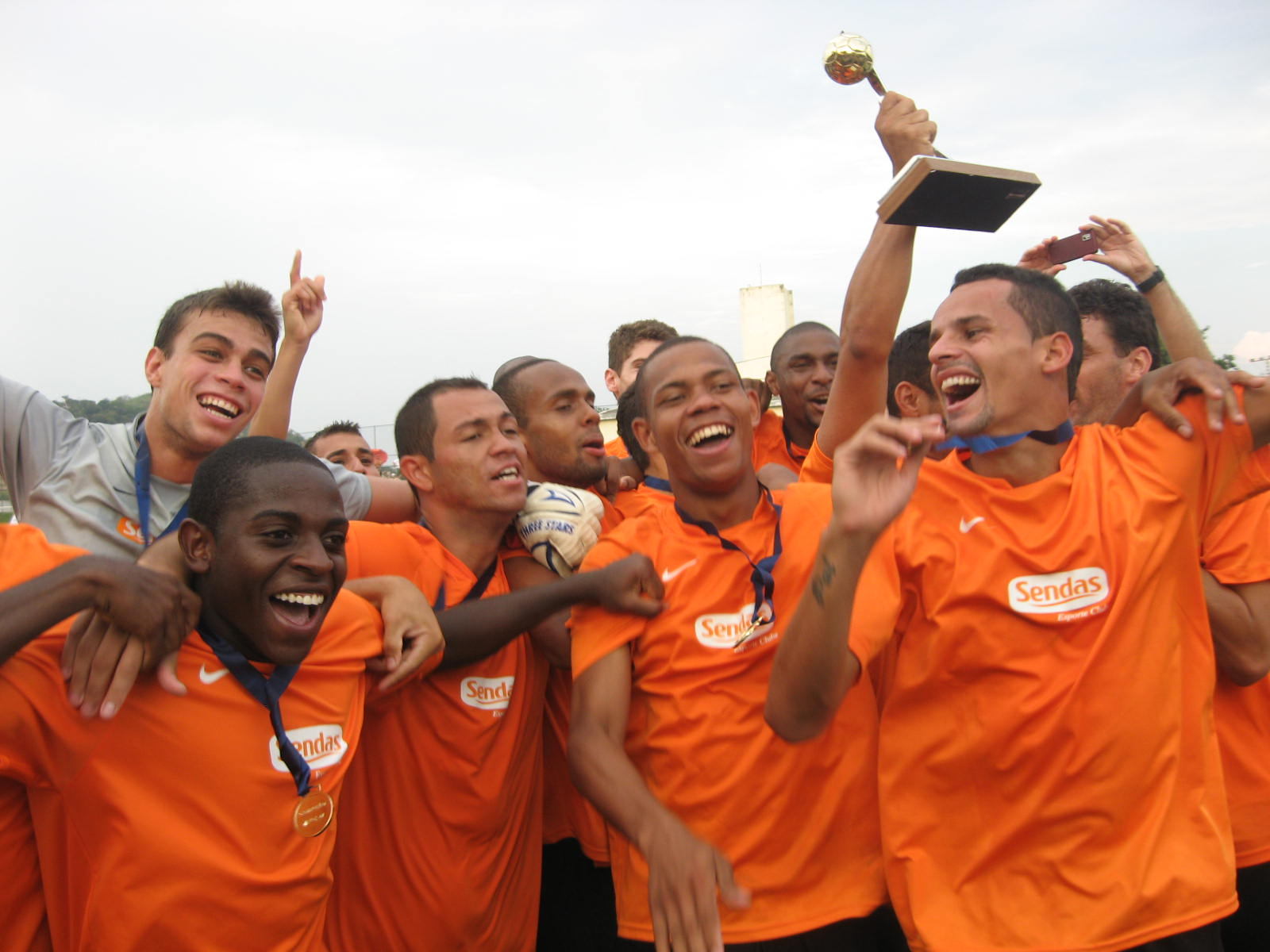
Sendas campeão da Copa Rio em 2010

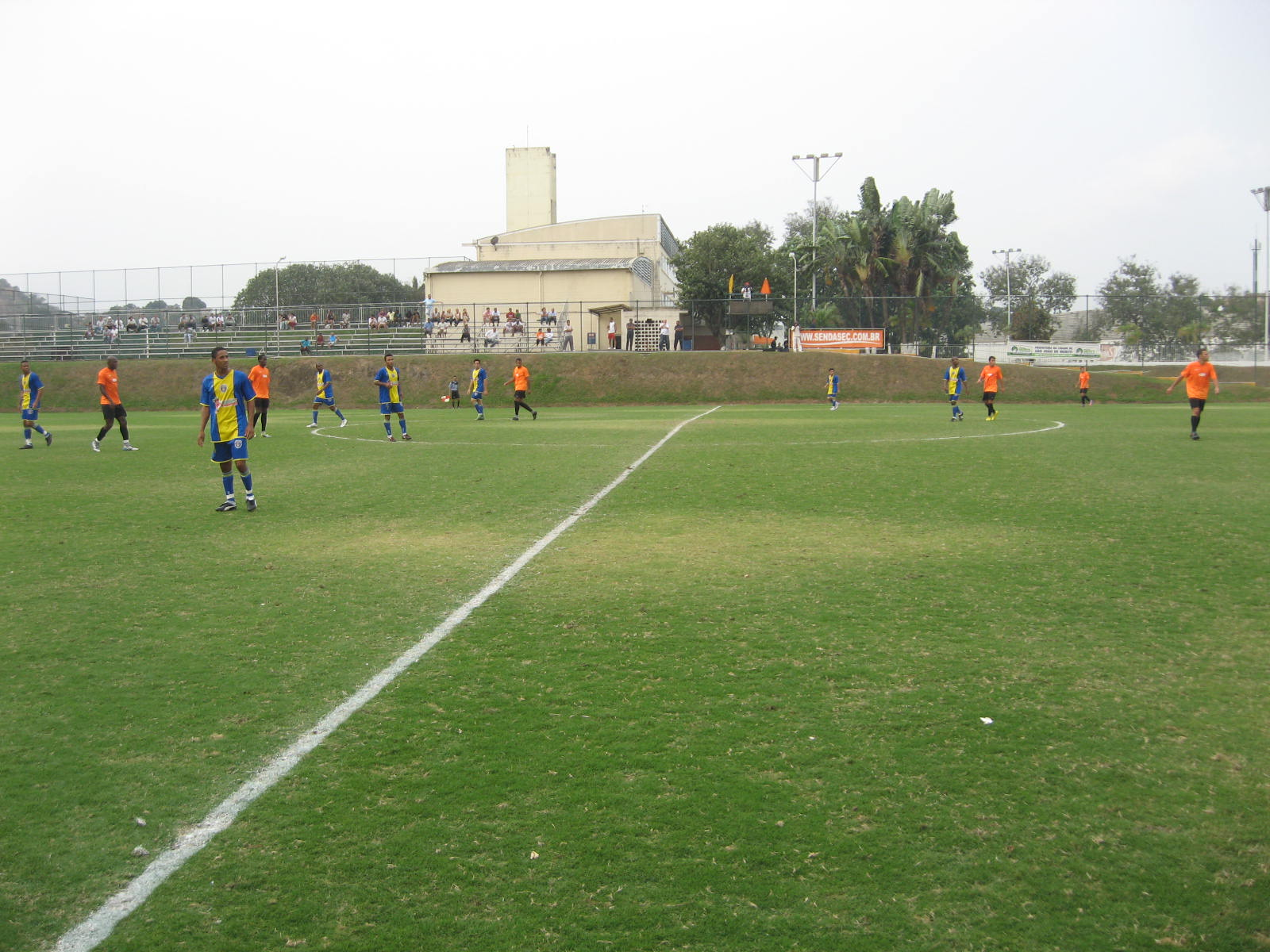
Estádio Arthur Sendas, conhecido como Sendolândia.

Clube-empresa começou através de um projeto social na sua sede no bairro da Jardim José Bonifácio, em São João de Meriti. A ideia, que parecia inicialmente limitada às categorias de base, acaba por se engrandecer à medida que é formado um plantel para as competições de âmbito profissional. Suas cores iniciais eram o laranja, o preto e o branco.
Em 2005, mesmo antes de possuir um plantel profissional, sagra-se vice-campeão estadual juvenil, ao perder a final para o Madureira Esporte Clube.
Em âmbito profissional, estreia em 2007 no Campeonato da Terceira Divisão, tornando-se o campeão e logo promovido à Segunda Divisão juntamente com o vice Aperibeense Futebol Clube. Ainda em 2007, sagra-se vice-campeão da Terceira Divisão, categoria de Juniores, ao perder a final para o Condor Atlético Clube.
Em 2008, já na Segundona, passa da primeira fase, mas é logo eliminado na segunda.  No mesmo ano, alcança o vice-campeonato da Segunda Divisão, categoria de Juniores, ao perder a final para o Bangu Atlético Clube.
Em 2009, obtém a terceira colocação na Copa Rio, tendo o melhor ataque e o artilheiro Daniel, além de  ser campeão estadual da Segunda Divisão de Juniores, ao derrotar na final o Artsul Futebol Clube por 2 a 0, no Estádio Nivaldo Pereira, em Austin.
Em 2010, o time infantil sagrou-se campeão da Copa da Juventude, no Espírito Santo. Na decisão, o laranja de São João de Meriti derrotou o Club de Regatas Vasco da Gama, nos pênaltis, por 3 a 1, após empate de 1 a 1 no tempo normal. A campanha da equipe foi a seguinte: 0 x 1 Faria Lemos, 2 x 0 Muniz Freire, 1 x 0 Castelo, 4 x 0 Solvive, 1 x 1 Desportiva (nos pênaltis, Sendas 5 a 3), 1 x 1 Vasco da Gama (nos pênaltis, Sendas 3 a 1). No mesmo ano sagra-se bicampeão Estadual da Segunda Divisão de Juniores. O Nova Iguaçu Futebol Clube foi o vice.
No mesmo ano conquista o seu maior título, o de campeão da Copa Rio, ao vencer na decisão o Bangu na Sendolândia (estádio também conhecido como Arthurzão e Marrecão). Mediante a conquista, opta por disputar o Campeonato Brasileiro da Série D em 2011, participando pela primeira vez na história de uma competição em nível nacional.
Em 2011, apesar de ter liderado toda a primeira fase, declina na segunda e termina em quarto lugar a fase final do Campeonato Estadual da Série B. Contudo, nos juniores, sagra-se tricampeão estadual a seis pontos do segundo colocado Barra Mansa Futebol Clube.

### Audax Rio

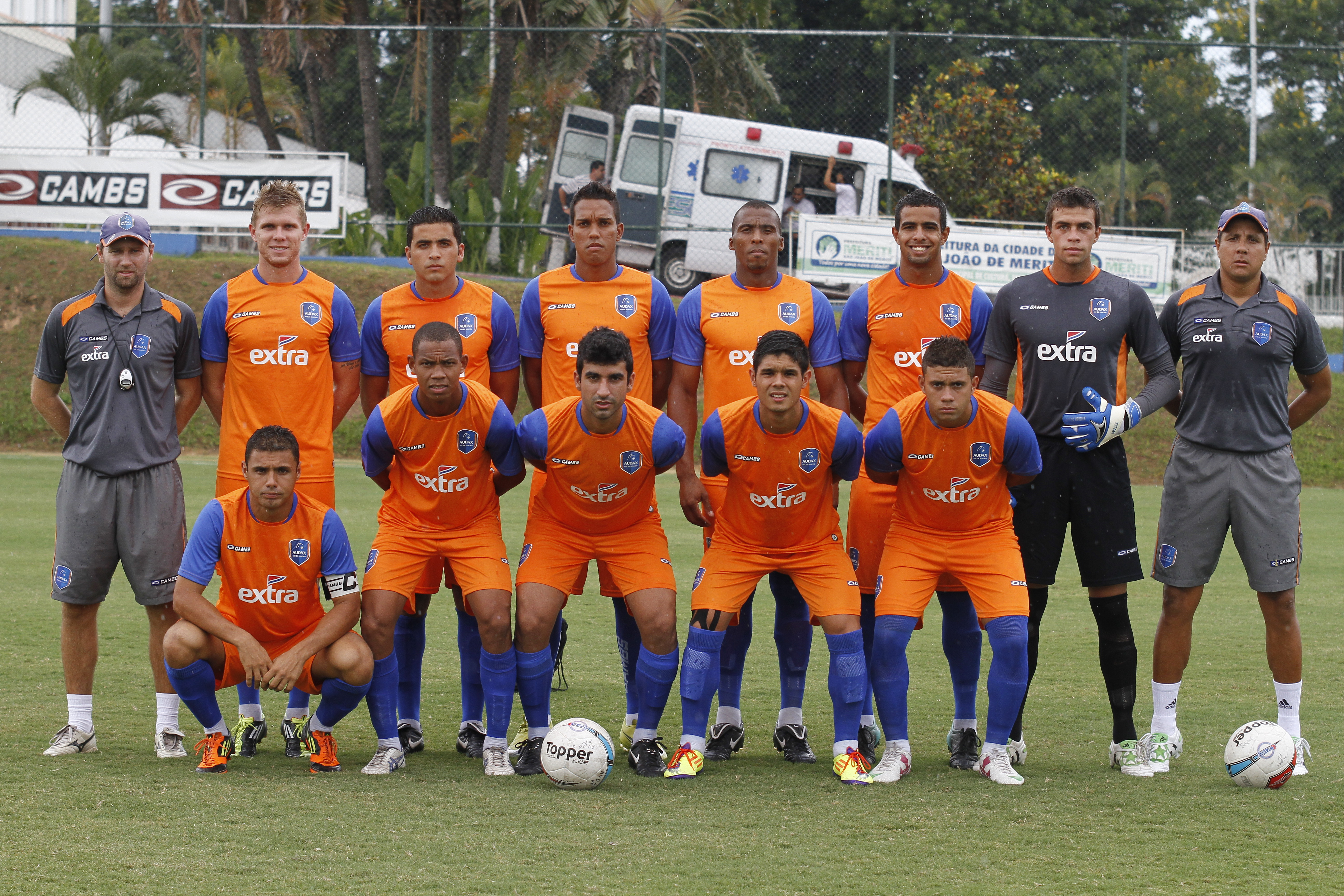
Equipe profissional do Audax em 2012 (divulgação)

Em 2012 disputou o Campeonato Carioca da Série B e conseguiu o acesso à Série A do Campeonato Estadual de 2013, se sagrando vice-campeão, atrás apenas do Quissamã Futebol Clube, o campeão.
Em 2013, após a 7ª colocação na série A do campeonato estadual, o time conquista a permanência na elite do futebol carioca, com destaque para o dia 31 de março, data que o time recebeu o Flamengo no Estádio Moça Bonita. Nesta ocasião, o time da Baixada Fluminense superou o time da Gávea, vencendo por 2 a 1, com gols de André Castro e Hyuri.
No dia 22 de maio, o presidente do Grupo Casino, Jean-Charles Naouri, grupo que controla as ações do Grupo Pão de Açúcar, decidiu colocar os clubes de São Paulo e do Rio de Janeiro a venda, alegando que com os dois clubes na elite dos campeonatos paulista e carioca, o grupo teria que arcar com muitas despesas a mais do que gasta atualmente, e isto não seria benéfico ao grupo que tem como função principal a área de supermercado.
Depois de muitas brigas e dúvidas entre Jean-Charles Naouri e Abílio Diniz, no dia 22 de setembro enfim o Audax é vendido ao banco Bradesco  Com isso, o Audax Rio segue com esse nome, jogando normalmente no Rio de Janeiro, mas sob o comando do clube de Osasco,.
Em 2014, o Audax não realizou uma boa campanha no Carioca, terminando na penúltima colocação, sendo rebaixado a Série B do Carioca de 2015, com apenas 2 vitórias, 5 empates e 8 derrotas, tendo seu pior ataque com 13 gols marcados e sua segunda pior defesa com 27 gols sofridos.
Em 2017, o acesso a série A do campeonato estadual bateu na trave, no dia 19 de setembro, após derrota contra o América, por 2 a 0, no Estádio Moça Bonita. Partida foi válida pela semifinal do campeonato.
Em 2018, o acesso a série A do campeonato estadual bateu novamente na trave, no dia 22 de setembro. Mas desta vez diante do Americano, no Estádio Antônio Ferreira de Medeiros.

### Audax Campeão da Série A2
No Carioca  A2 de 2021, após inúmeras tentativas de acesso, o clube finalmente conseguiu reintegrar os times da elite carioca após bater o Gonçalense por 3x1 no Estádio do Trabalhador em Resende. Um dos destaques da campanha do Audax, foi a superioridade ofensiva que a equipe teve sob seus adversários, chegando a ter 25 gols em 15 jogos. Além de ter sido o melhor ataque, foi o melhor time na classificação geral do campeonato. Alguns destaques da campanha foram o atacante e artilheiro da competição "Sorriso" e o Técnico "Robelio Cavalinho". 

### Parceria com Angra dos Reis
Em 10 de Novembro de 2021, o Audax Rio fechou uma parceria com a prefeitura de Angra dos Reis, Também trocando seu nome para "Angra dos Reis Audax". Atualmente, todos os seus jogos são sediados no Estádio Jair Toscano, em Angra.

### Pior campanha do século no Campeonato Carioca
Em 2024, o Audax Rio fez a pior campanha do século no Campeonato Carioca, ao ser rebaixado, terminando em último colocado com nenhum ponto, obtendo onze derrotas, marcando apenas um gol e  sofrendo vinte gols na competição.
O rebaixamento foi confirmado na penúltima rodada ao ser derrotado pelo Botafogo pelo placar de 2–0.
Em 2025, a equipe disputa o Campeonato Carioca Série A2, juntamente com outras 11 equipes. 

## Títulos

### Principais
| ESTADUAIS          | ESTADUAIS                     | ESTADUAIS | ESTADUAIS  |
|                    | Competição                    | Títulos   | Temporadas |
| ------------------ | ----------------------------- | --------- | ---------- |
|                    | Copa Rio                      | 1         | 2010       |
|                    | Campeonato Carioca - Série A2 | 1         | 2021       |
|                    | Campeonato Carioca - Série B1 | 1         | 2007       |
|                    | Torneio Capital               | 1         | 2016       |
| TURNOS DO ESTADUAL |                               |           |            |
|                    | Competição                    | Títulos   | Temporadas |
|                    | Taça Santos Dumont            | 1         | 2021       |
|                    | Taça Corcovado                | 1         | 2018       |

### Destaques
- 3° lugar Copa Rio  2009;
- 3° lugar Campeonato Estadual - Série B 2009;
- 21° lugar Campeonato Brasileiro da Série D 2011;
- Vice - campeonato Estadual - Série B: 2012
- 3° lugar Campeonato Estadual - Série B1 2017;

### Categorias de base
- Tricampeão Estadual de Juniores - Série B 2009, 2010 e 2011;
- Campeão da Copa da Juventude 2010;
- Bicampeão da Copa Light 2008, 2010;
- Campeão da BR Cup 2009;
- Campeão da Liga Sub-15 2007;
- Bicampeão da Copa Danopé 2007;
- Campeão da Liga Sub-17 2005;
- Campeão Liga Iguaçuana (categoria mirim) 2011;
- Campeão Campeonato Carioca série B1 Sub-20 2018;

### Destaques Divisão de Base
- Vice-campeão Estadual 2005 - Série C;
- Vice-campeão Estadual 2007 - Série C;
- Vice-campeão Estadual 2008 – Série B;
- 4º lugar na Taça Otávio Pinto Guimarães Sub-20: 2008;
- 4º lugar do Estadual da Série B:  2008;
- 3º lugar Torneio Brasileirinho Sub-15 Cascavel: 2008;
- 4° lugar Copa Nike: 2009;
- Vice-campeão da Copa "A Gazetinha": 2011;

## Estatísticas

### Participações
|  | Participações em 2025 |

| Competição     | Competição         | Temporadas | Melhor campanha     | Estreia | Última | P | R |
| -------------- | ------------------ | ---------- | ------------------- | ------- | ------ | - | - |
| Rio de Janeiro | Campeonato Carioca | 5          | 6º colocado (2023)  | 2013    | 2024   |   | 2 |
| Rio de Janeiro | Série A2           | 14         | Campeão (2021)      | 2008    | 2025   | 1 | – |
| Rio de Janeiro | Série B1           | 1          | Campeão (2007)      | 2007    | 2007   | 1 | – |
| Rio de Janeiro | Copa Rio           | 17         | Campeão (2010)      | 2008    | 2025   |   |   |
| Brasil         | Série D            | 2          | 21º colocado (2011) | 2011    | 2024   | – |   |
| Brasil         | Copa do Brasil     | 1          | 1ª fase (2024)      | 2024    | 2024   |   |   |